# 醒睡笑
《醒睡笑》（日语：／）是日本的一部收錄民間流傳軼事的笑話集，作者是京都的僧侶，茶道家，文人安樂庵策傳。抄本共8卷8冊，收錄了1039則笑話。書名“醒睡笑”意爲“驅散睡意的笑”。1623年（元和9年）成書，呈給板倉重宗后被謄寫並流傳。也有的資料將書名記為《醒醉笑》，為筆誤。

## 影響
《醒睡笑》影響了後來的噺本和落語，是寄席落語的原出處。例如，初代露之五郎兵衛的《清口露傳説》裏記載的88話中就有28話來源於《醒睡笑》。